# Françoise Pascal (attrice)
Françoise Pascal (Vacoas-Phoenix, 14 ottobre 1949) è un'attrice mauriziana naturalizzata britannica.

## Filmografia parziale

### Cinema
- Loving Feeling, regia di Norman J. Warren (1968)
- M'è caduta una ragazza nel piatto (There's a Girl in My Soup), regia di Roy Boulting (1970)
- Femmina violenta (The Beloved), regia di George P. Cosmatos (1971)
- I mercanti di carne umana (Burke & Hare), regia di Vernon Sewell (1972)
- La Rose de fer, regia di Jean Rollin (1973)
- Soffici letti, dure battaglie (Soft Beds, Hard Battles), regia di Roy Boulting (1974)
- Purché si faccia con gusto (Keep It Up Downstairs), regia di Robert Young (1976)
- Fulmine lo stallone bianco (Lightning, the White Stallion), regia di William A. Levey (1986)

### Televisione
- Coronation Street - serie TV, un episodio (1971)
- Private Lives - film TV (1976)
- Mind Your Language - serie TV, 29 episodi (1977-1979)